# 松阪市図書館
松阪市図書館（まつさかしとしょかん）は三重県松阪市にある公立図書館。松阪市松阪図書館と松阪市嬉野図書館の2館で構成され、どちらも図書館流通センターが指定管理者として運営している。

## 利用案内
松阪市図書館の蔵書であれば、松阪・嬉野のどちらでも返却可能。
- 開館時間：9時から19時まで
- 休館日：毎月最終金曜日（ただし12月は28日とする）、特別整理期間、年末年始
  - 松阪図書館のみ：月曜日（祝日の場合は翌日）
  - 嬉野図書館のみ：木曜日
- 貸出制限：三重県に居住している者。利用者カードは松阪市図書館で共通。
- 貸出可能点数：図書・雑誌・紙芝居：10点
- 貸出可能期間：2週間（延長は1回のみ可能）
- 予約、リクエスト、複写可能。自動貸出機あり。

## 歴史
松阪市は2005年（平成17年）1月1日に市町村合併によって発足し、1912年（明治45年）4月15日に飯南郡図書館として開館した松阪市立図書館 と1999年（平成11年）7月8日に開館した嬉野町図書館 を引き継いで松阪市図書館とした。この時、貸出冊数を10冊に統一、三重県全体に貸し出し対象者を拡大するという変更を行ったが、図書館システムの統一は2007年（平成19年）4月1日まで行われなかった。
2009年（平成21年）4月に指定管理者に管理が移行し、図書館流通センターが管理を行うことになった。2012年（平成24年）1月よりインターネットによる予約サービスを開始、2014年（平成26年）8月よりナクソスミュージックライブラリーを導入した。図書館流通センターの指定管理は更新が続き、2016年（平成28年）の更新により少なくとも2021年（令和3年）3月31日まで継続することが決定している。
2017年（平成29年）4月1日から2018年（平成30年）3月31日まで松阪図書館は改修工事のため休館し、同年4月1日にリニューアルオープンした。これに伴い、自動貸出機・本の消毒機・読書手帳・電子図書館を導入した。2019年（平成31年）3月31日には三雲公民館図書室を閉室し、同年4月3日に松阪市立天白小学校の学校図書館と一体化した松阪市コミュニティ図書館（仮称）として再開した。松阪市コミュニティ図書館（仮称）は開館後に名称を公募し、2019年（令和元年）8月7日に「三雲みんなの図書館コミュカル」とすることが決定した。

## 松阪図書館
松阪市松阪図書館（まつさかしまつさかとしょかん）は、三重県松阪市川井町772番地10にある公立図書館。建物は鉄骨造3階建てで、床面積は約2,900m2、敷地面積は1,509.03m2である。
「図書館まつり」と称する行事を開催しており、これまでにお話し会や古本市、ビブリオバトルなどを行ってきた。松阪市ゆかりの人物についての資料を揃えており、その情報を「松阪再発見」のページを設けウェブサイトで公開している。
2018年（平成30年）4月1日のリニューアルによりICタグを導入し、自動貸出機、予約図書受け取り室を設置したほか、図書消毒機や、と図書館利用カードで利用状況が分かる学習室座席管理システムも導入した。また、Wi-Fiの設置を行い、タブレット端末5台で商用データベースやインターネットを利用できるインターネットコーナーも開設した。
館内利用スペースの構成は以下の通り。
- 2階　一般書架室、休憩・交流コーナー、学習室（70席）、グループ室（2室）、講座室
- 1階　一般開架室、児童閲覧室、ボランティア室、授乳室、読み聞かせ室、ティーンズコーナー、予約図書受取室、電子図書・インターネットコーナー、新聞庫、事務室、作業室

### 松阪図書館の歴史

#### 松坂城内時代（1912-1977）
1910年（明治43年）11月15日、時の皇太子（後の大正天皇）が松阪公園（松坂城跡）へ行啓したことを記念して 同年12月3日の町村会において記念事業の実施を検討したが慎重に進めるべきとしていったん散会し、次の会までに各町村で意見をまとめることとした。その結果1911年（明治44年）1月11日に図書館の設置が建議され、1月19日に建設委員60人が任命された。ちょうど同じころ、飯南郡同窓会も図書館建設計画を持っていたため、両者の計画を統合し、図書館を松阪公園内の空地に設置することを決定した。
1911年（明治44年）7月25日、建設資金の寄付が相次いでいることから図書館を2階建てに変更し、建設予定地も松阪町所有の竹林に変更することにした。そして、松阪公園の北西の竹林を整地し着工、1912年（明治45年）3月12日に本館・倉庫が竣工、その他の建物も4月13日までにすべて完成した。そして4月15日午前10時30分に開館式を挙行、本館・倉庫・新聞雑誌縦覧所などの建物からなる飯南郡図書館として開館した。建設費4,702円89銭 はほぼ住民からの寄付で賄われ、往時の松阪の繁栄が窺える。また開館時の蔵書5,083冊のうち寄贈本が3,625冊、図書館への寄託本が865冊を占め、整地作業に約200人が無償で奉仕するなど住民に支えられての開館となった。この図書館には少年時代の小津安二郎が通い、小津少年の日記には図書館で昼寝をしたことが記されている。
1922年（大正11年）3月31日、飯南郡図書館は松阪町へ移管し、松阪記念館となった。松阪記念館は1階を図書部として図書館業務を行い、2階は貸し会議室として利用された。1932年（昭和7年）11月15日に松阪町立図書館へ改称、続いて1933年（昭和8年）2月1日に松阪市立図書館へ改称した。1945年（昭和20年）4月1日に一時休館、1946年（昭和21年）4月1日に再開した。戦後の1953年（昭和28年）10月31日、増改築が行われた。この頃の利用者数は25,000人前後、貸出冊数は5万冊前後で推移している。
1961年（昭和36年）9月6日、市町村合併で編入した地域の住民の利便性向上のため、松阪市内の公民館にサービスステーションを設置して図書館と同様に利用できるようにした。最終的には18か所設置することを目標としながら初年度は予算の都合で与原・漕代・大石・東黒部の4か所にステーションを置き、各ステーションに100冊を備え、その蔵書を年4回ステーション間で入れ替えるという仕組みを取っていた。ステーションでの貸し出しは1人1冊1週間であり、松阪市立図書館で借りるのと同条件であった。
1971年（昭和46年）策定の『三重県松阪地区広域市町村圏計画』では、当時の蔵書は約32,000冊で充実が必要であることや建物の老朽化が指摘された。また松阪市立図書館を核として、飯高町・飯南町・三雲村・明和町・多気町・勢和村を巡回し図書を貸し出すことが打ち出された。こうして松阪地区7ケ市町村広域図書館が1972年（昭和47年）4月1日に発足し、松阪市が事業を受託した。

#### 社会教育センター時代（1977-1987）

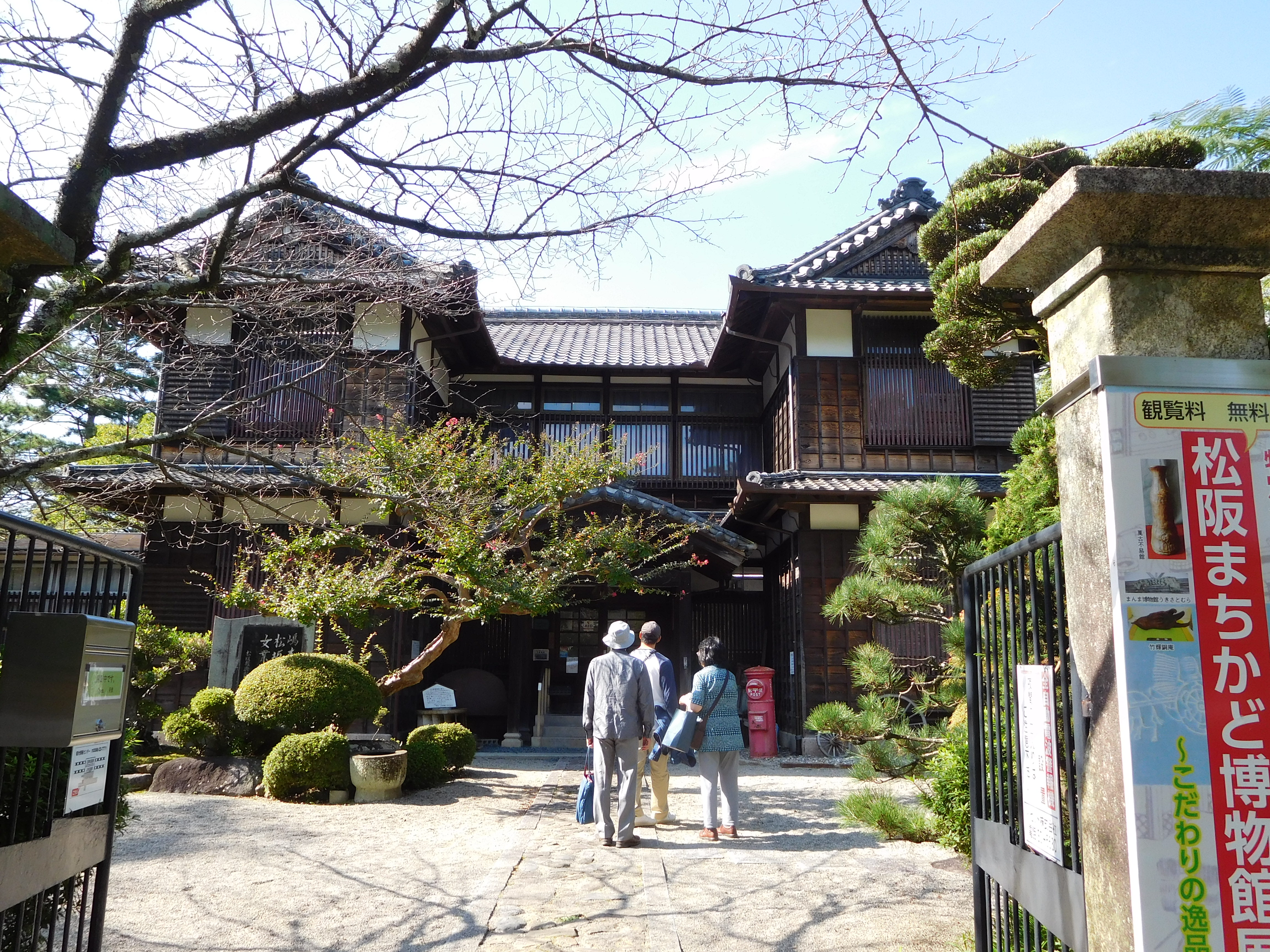
松阪市立歴史民俗資料館に転用された旧館（2016年）

1976年（昭和51年）8月より2億2千万円をかけて松阪市社会教育センター（現在の松阪公民館、松阪市殿町1563）の建設が開始され、翌1977年（昭和52年）6月1日にその1階に松阪市立図書館は移転した。この図書館には児童閲覧室・一般閲覧室・開架室・郷土資料室・点字コーナーを設置していた。旧館は松阪市立歴史民俗資料館に転用された。移転した1977年（昭和52年）の利用者数は77,004人を記録したが、以降は年3 - 4万人で推移した。1987年（昭和62年）4月1日、同じ社会教育センター内にあった郷土資料室（旧市史編纂室）を図書館の分室とした。

#### 川井町への移転（1987-2013）
1986年（昭和61年）7月28日より総工費3億3870万円をかけて新図書館の建設を開始、1987年（昭和62年）3月25日に完成した。そして6月21日に現在地へ移転し、蔵書66,700冊で再出発した。この時コンピュータを導入している。1991年（平成3年）2月1日にふるさとコーナーを設置、1994年（平成6年）5月1日より貸出冊数を従来の3冊から5冊に増加させた。1997年（平成9年）5月14日増築工事に着手、1998年（平成10年）1月20日に完了した。同年2月24日より増築部分に蔵書を移動するため休館に入り、3月2日に竣工式を挙行、3月3日より再開館した。2004年（平成16年）12月31日、市町村合併により新しい松阪市が発足するのを前に1972年（昭和47年）から継続してきた広域図書館を廃止した。
2005年（平成17年）1月1日に松阪市は嬉野町・三雲町・飯南町・飯高町と新設合併し新・松阪市となり、松阪市松阪図書館に改称した。同時に貸出冊数を10冊に増やし、三重県全体に貸し出し対象者を拡大する変更を行った。この時、嬉野図書館も松阪市の管理運営となるが、システム統合が行われたのは2007年（平成19年）4月1日のことである。
2009年（平成21年）4月に指定管理者制度を導入し、図書館流通センターの管理に移行した。2013年（平成25年）11月に入館者カウンターを設置した。

#### 図書館改革から改修へ（2013-）
2013年（平成25年）4月、松阪市長の山中光茂は佐賀県の武雄市図書館・歴史資料館を模範とした図書館改革に着手し、武雄市から樋渡啓祐市長を招くなどして研究を重ねたが、ツタヤによる販売との併用に関して市民や識者の反対で取りやめることになった。代替案として山中はPFIの導入を含めた改革案を提示、松阪市の民間委託等検討委員会は建設費12億5千万円というコンサルタントの調査結果を2014年（平成26年）8月に了承した。

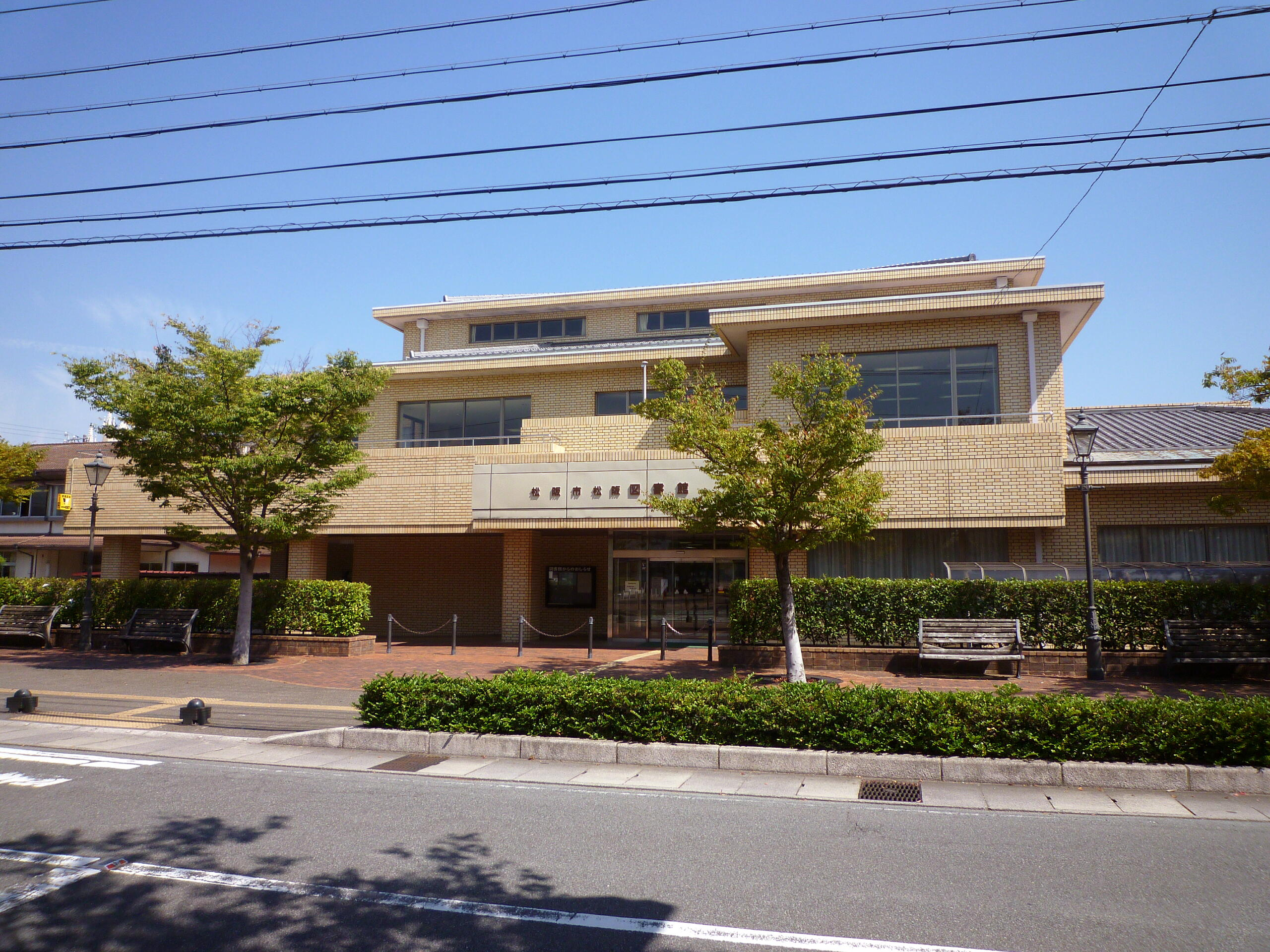
2017年3月まで利用されていた建物

しかしPFI導入案は「優位性が認められない」として松阪市議会で2度に渡って否決され、2014年（平成26年）12月に山中は辞意を表明した。その後、山中は「市議会が歩み寄るなら撤回もありうる」、「議会のリコール運動を見届けてから」などと辞任を先送りし、2015年（平成27年）9月に辞職した。同年10月4日に行われた市長選で、元三重県議会議員の竹上真人が山中に後継と名指しされた候補を約1,500票の僅差で破り新市長に就任した。結局、従来通り指定管理者の公募が行われ、松阪図書館は改修を行う方向で議論が進められた。2017年（平成29年）4月1日より松阪図書館は改修工事のため長期休館に入った。図書館学習室の代替として、松阪公民館と松阪市立松江小学校に学習室が設置されていたが、図書館そのものの代替施設は設置されず、休館中は嬉野図書館を利用するよう市当局は求めていた。松阪市議会議員の海住恒幸によれば、代替施設の設置は当初予定されていたものの突然計画が中断したといい、代替サービスを求める要請書が3人の市議から市長の竹上真人らに提出された。
2017年（平成29年）7月から本格的な工事が開始され、当初の工期は2018年（平成30年）2月までとなっていた。総工費は約6億5千万円。工事中松阪公民館に保管されていた26万冊の蔵書は、段ボール320箱に入れられて改修後に運び込まれる予定だった。
2018年（平成30年）4月1日、オープニングセレモニーが行われ、リニューアルオープンした。

### 松阪図書館のアクセス
- JR東海紀勢本線・近鉄山田線松阪駅より徒歩約25分[18]。
- 三重交通路線バス「文化会館」停留所下車、徒歩約1分[18]。

## 嬉野図書館
松阪市嬉野図書館（まつさかしうれしのとしょかん）は、三重県松阪市嬉野町1429番地1の松阪市嬉野生涯学習センターにある公立図書館。建物は鉄筋コンクリート構造2階建てで、1階に嬉野図書館、2階に嬉野公民館がある。設計・監理は東畑建築事務所名古屋事務所、施工は大日本土木三重営業所が担当し、総工費は1,489,161,000円であった。延床面積は2,795.3m2（うち図書館部分は1,660.32m2）、敷地面積は9,258.0m2である。図書館を使った調べる学習チャレンジ教室やクリスマス会などの行事を主催し、市民団体によるお話し会が盛んに開催されている。
嬉野生涯学習センターの構成は以下の通り。ユニバーサルデザインのまちづくりを推進する市民団体「UDうれしの」は「利便性に優れ明るく落ち着いた雰囲気」と評している。
| 階  | 施設名     | 面積（m2） | 主な設備                     |
| 2階 | 嬉野公民館 | 1,135.01   | 研修室、大会議室、スタジオ   |
| 1階 | 嬉野図書館 | 1,660.32   | 一般閲覧室、児童閲覧室、書庫 |

### 嬉野図書館の歴史
1989年（平成元年）8月、当時の嬉野町は町の広報紙で町の活性化に関するアンケートを実施し、図書館を併設した中央公民館の整備を求める声が多く寄せられた。そこで嬉野町では1996年（平成8年）7月に生涯学習センター建設検討推進委員会を設置、翌1997年（平成9年）2月にセンターの設計プロポーザルを実施し東畑建築事務所名古屋事務所を選定、1998年（平成10年）3月から着工した。同年6月、未開館ながら日本図書館協会と三重県図書館協会に加盟した。
1999年（平成11年）3月30日に竣工式を挙行、7月8日に開館記念式典を行い、嬉野町図書館として開館した。2001年（平成13年）4月には貸出冊数を5冊から10冊に増加させ、2002年（平成14年）5月からは久居市・一志町（どちらも現・津市）・松阪市の住民にも貸し出しを開始した。
2005年（平成17年）1月1日に嬉野町は松阪市・三雲町・飯南町・飯高町と新設合併し新・松阪市となり、松阪市嬉野図書館に改称した。同時に三重県全体に貸し出し対象者を拡大した。この時、松阪図書館も松阪市の管理運営となるが、システム統合が行われたのは2007年（平成19年）4月1日のことである。2009年（平成21年）4月に指定管理者制度を導入し、図書館流通センターの管理に移行した。
2016年（平成28年）9月6日から9月9日に、毎年恒例の「緑のカーテンコンテスト」が開催されたが、期間中嬉野図書館は特別整理期間で休館となり、コンテストで投票する人が少なく、会場は閑散としてしまった。コンテスト事務局である松阪市エネルギー推進課が嬉野図書館の休館を把握せずに会期を定めたのが原因で、夕刊三重は縦割り行政を嘆く市民の声を報じた。

### 嬉野図書館のアクセス
- 近鉄大阪線・名古屋線・山田線伊勢中川駅より徒歩約15分[51]。駐車場あり[51]。

## 図書室・図書コーナー
松阪市図書館条例では規定されていないが、三雲地域に三雲みんなの図書館コミュカル、飯南地域と飯高地域に図書コーナーが設置されている。

### 三雲みんなの図書館コミュカル
三雲みんなの図書館コミュカル（みくもみんなのとしょかんコミュカル）は、松阪市曽原町774の松阪市立天白小学校内に設置されている。松阪市三雲地域の郷土資料 や児童書の収集に力を入れており、地元の童話作家・村上しいこの作品はほぼすべて網羅している。ISILはJP-1007250。開館当時は名称が定まっておらず、「松阪市コミュニティ図書館（仮称）」としていた。
1996年（平成8年）に三雲町公民館図書室として開室した。公民館そのものは1976年（昭和51年）の建築で老朽化が進行し、移転が計画されていたが、2018年（平成30年）9月の台風で被災したため、予定を前倒しして移転することになった。2019年（平成31年）3月31日に三雲公民館図書室を閉室し、同年4月3日に松阪市コミュニティ図書館（仮称）として再開した。新館は天白小学校の学校図書館の隣室・多目的ホールを改修して約280 m2の図書館とし、一般書、児童書、学校図書の3つの区画に分かれている。この時点の開館日は火・水・木・土曜日であった。三雲公民館図書室のあった三雲公民館（松阪市曽原町618）は、松阪市三雲地域振興局2階へ移転した。
2019年（令和元年）7月より、住民の要望を受けて金曜日も開館するようになり、8月7日には正式な館名を公募により「三雲みんなの図書館コミュカル」と定めた。
司書1人が配置され、学校図書館と一体的に運営されている。松阪市図書館のシステムとは連動しておらず、貸出冊数は5冊まで2週間借りることができる。開館時間は9時から17時（ただし12時から13時は休館）で、火曜日から土曜日に開館する。移転開館時点の蔵書数は約22,100冊、2021年（令和3年）度の蔵書数は19,881冊、来館者数は2,147人、利用登録者数は2,747人、貸出冊数は6,633冊である。
アクセスはJR紀勢本線六軒駅から徒歩20分または三重交通路線バス三雲地域振興局バス停から徒歩10分である。

### 図書コーナー
松阪市図書館規則（平成20年7月29日松阪市教育委員会規則第17号）第25条に、図書館のない飯南・飯高地域に隔月で200冊の配本を行う旨が規定されている。
- 飯南公民館図書コーナー（ISIL JP-1007251[54]） - 松阪市飯南町横野848番地の飯南産業文化センター内にあり、飯南地域振興局前バス停から徒歩1分である[52]。開館時間は9時から17時で、休館日は年末年始のみ[52]。
- 飯高図書コーナー（ISIL JP-1007252[54]） - 松阪市飯高町宮前704番地2の飯高老人福祉センター内にあり、宮前学校前バス停から徒歩1分である[52]。開館時間は9時から17時で、休館日は火曜日と祝日の翌日、年末年始である[52]。

### 地域開放型図書館
松阪市飯高地域は、地理的に松阪市図書館（松阪図書館・嬉野図書館）を利用しにくい環境にある ため、域内の小中学校に地域開放型図書館を開設している。図書館の名前は、香肌小学校が「本処かはだ」、飯高中学校が「ぶらり来（ライ）ブラリー」、宮前小学校が「みんなの堂山Books」で、それぞれ学校の休校日を除く毎週火曜日、水曜日、木曜日に開館する。開館時間は13時30分から15時30分まで、各館共通しており、松阪市在住・在勤であれば、図書室利用カードの発行を受けて利用することができる。図書室利用カードは入館証を兼ねるため、貸出利用の予定がなくとも、図書館利用時は持参する必要がある。
貸出は1人5冊までで、2週間借りることができる。学校図書館の本や、取り寄せた松阪市図書館の本を借りることもできるが、松阪市図書館の本を借りる際は、松阪市図書館の利用カードが別途必要である。